# François De Wagheneire
François De Wagheneire (* 19. September 1937 in Gent; † September 2015) war ein belgischer Radrennfahrer und nationaler Meister im Radsport.

## Sportliche Laufbahn
De Wagheneire war im Straßenradsport und im Bahnradsport aktiv. Er war Teilnehmer der Olympischen Sommerspiele 1956 in Melbourne. Im olympischen Straßenrennen kam er beim Sieg von Ercole Baldini nicht ins Ziel. In der Mannschaftswertung des Straßenrennens kam Belgien mit Gustaaf De Smet, Frans Van Den Bosch, François De Wagheneire und Norbert Verougstraete auf den 7. Rang. Auf der Bahn wurde Belgien in der Mannschaftsverfolgung mit François De Wagheneire, André Bar, Gustaaf De Smet und Guillaume Van Tongerloo auf dem 5. Rang klassiert.
1958 und 1959 gewann er die nationale Meisterschaft in der Mannschaftsverfolgung, 1958 im Zweier-Mannschaftsfahren der Amateure mit José Denoyette als Partner. 1956 holte er zwei Etappensiege in der Belgien-Rundfahrt der Amateure. 1958 siegte er im Circuit Franco-Belge (Tour de l’Eurométropole). Er war ab 1958 Unabhängiger und 1960 bis 1961 Berufsfahrer.